# Комунистичка партија Јапана
Комунистичка партија Јапана (јап. 日本共産党) је политичка партија која делује у Јапану. Основана је 1922. године.
КП Јапана је једна од најмасовнијих комунистичких партија на свету, са више од 300.000 чланова. Након Совјетско-кинеског раскола, удаљила се од Источног блока. Противи се насилном преузимању власти, те се залаже за успоставу социјализма у Јапану парламентарним путем. Њени чланови залажу се за несврстани и неутрални Јапан, противећи се америчком присуству и привилегијама које САД уживају у Јапану.

## Историјат
Основана је 15. јула 1922. године у условима илегале. Милитаристички режим је током своје владавине све време прогонио њезине чланове. Комунисти су били једина јапанска политичка партија која је била против учешћа Јапана у Другом светском рату. Легалан статус добила је пошто су Сједињене Америчке Државе окупирале Јапан 1945. године.
Партија је на изборима 1949. године освојила завидан број посланичких места у Скупштини, 35 њих. Међутим, Стаљин је критиковао парламентарну стратегију КПЈ и подупирао их да спроводе милитантије и насилније акције против власти. Врховни командант савезничких снага искористио је ову чињеницу да покрене прогон комуниста, након чега су се вратили илегали. Током трајања Корејског рата, јапански комунисти су извели неке акције саботаже, због чега им је пала популарност међу гласачима.
Партија није заузела ниједну страну у Кинеско-совјетском расколу 1960. године. Средином 1960-их, процењено је да КПЈ има око 120.000 чланова.
Партија је врхнуац снаге у парламенту доживела 1970-их. На изборима за Доњи дом 1972. године, освојила је 38 посланичких места. Сличан резултат постигла је 1976. и 1979. године. КПЈ је уживала популарност као левичарска партија, првенствено због распада старе Јапанске социјалистичке партије.

## Недавно деловање
Након нестанка Источног блока, партија није претрпела кризу, нити је нешто посебно мењала свој програм. Године 1990, досегнула је максимум чланства, чак 500.000 чланова.
Њезини чланови су поздравили распад Совјетског Савеза, речима: „Поздрављамо крај великог историјског зла империјализма и хегемоније“. Истовремено су критиковали источноевропске земље зато што су напустиле социјалистичко уређење, описавши тај потез као „повратак у прошлост“.
Спољни посматрачи приметили су 2008. године благи пораст потпоре КП Јапана због избијања и утицаја светске економске кризе на јапанске раднике, али 2009. нису успели да значајније повисе број посланика у Парламенту.